# Ramón Carretero
Ramón Carretero Marciags, nascido a 26 de novembro de 1990 em Panama, é um ciclista panamenho. Foi membro do Movistar Continental em 2012 e em 2013 alinhou pela equipa italiana Vini Fantini-Selle Itália chamado posteriormente Southeast.
O 22 de abril de 2015 deu positivo por EPO e foi sancionado com quatro anos sem competir.

## Palmarés
2011
- Campeonato do Panamá em contrarrelógio

2012
- Campeonato do Panamá em contrarrelógio

2013
- 3º no Campeonato do Panamá Contrarrelógio

## Resultados nas grandes voltas
| Corrida            | 2012 | 2013 | 2014 | 2015 |
| ------------------ | ---- | ---- | ---- | ---- |
| Giro de Itália     | -    | -    | Ab.  | Ab.  |
| Tour de França     | -    | -    | -    | -    |
| Volta a Espanha    | -    | -    | -    | -    |
| Mundial em Estrada | -    | -    | -    | -    |

-: não participa
Ab.: abandono